# Sebastián de Yradier
Sebastián de Yradier oder Sebastián Iradier (eigentlich: Sebastián de Iradier y Salaverri) (* 20. Januar 1809 in Lanciego, Álava (Baskenland), Spanien; † 6. Dezember 1865 in Vitoria) war ein spanisch-baskischer Komponist.

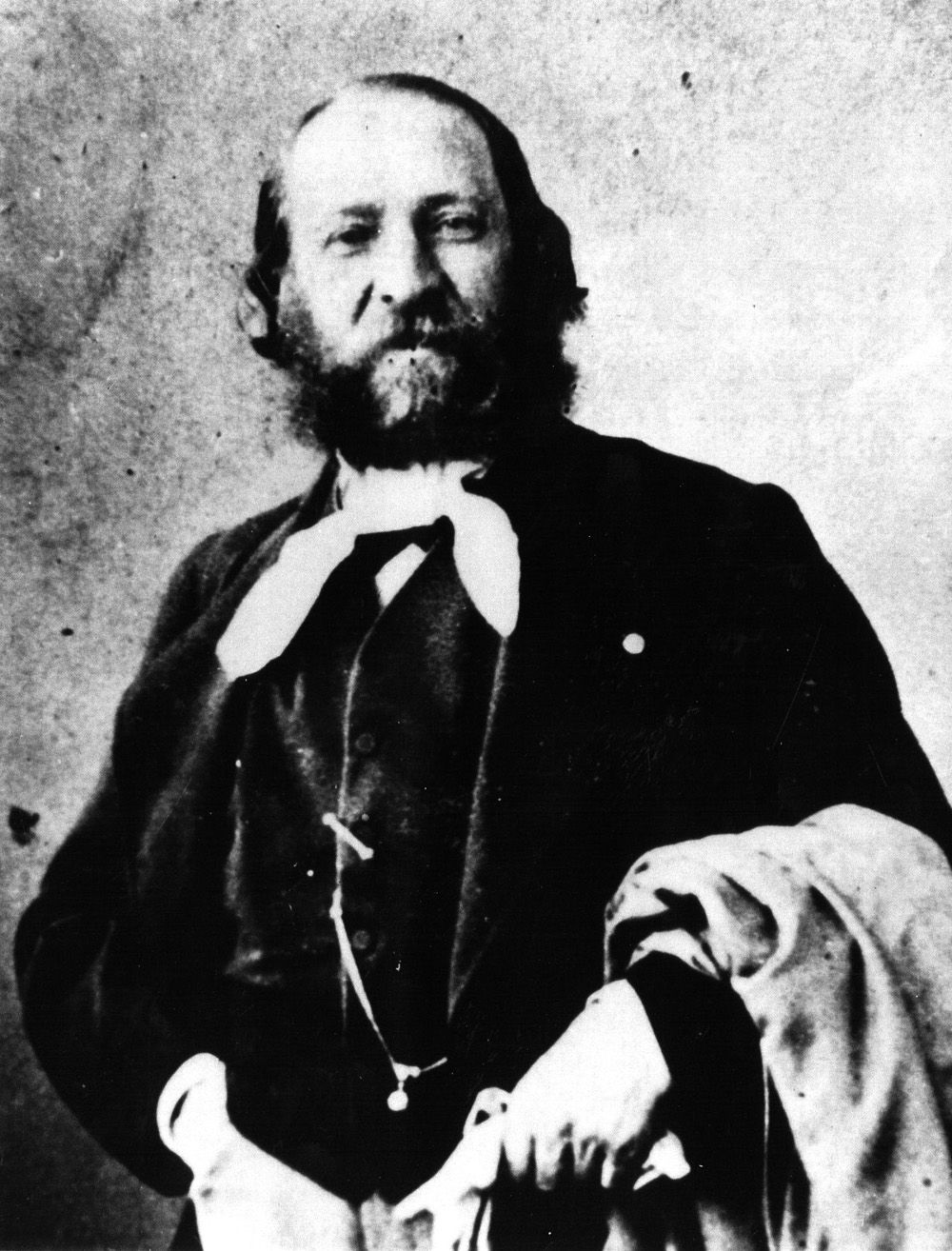
Sebastián de Yradier

## Leben
Nachdem Sebastián (de) Iradier zuerst als Organist an der Pfarrkirche von Salvatierra gearbeitet hatte, lehrte er ab 1833 am Madrider Konservatorium Gesang. 1850 zog er nach Paris. Dort änderte er auf Drängen seines Verlegers seinen Namen auf Yradier, um ihn internationaler zu machen. Während einer Reise in die Karibik im Jahr 1857 beschäftigte er sich mit Kreol-Rhythmen und vor allem der kubanischen Habanera. Zurück in Frankreich veröffentlichte er mehrere Kompositionssammlungen mit Zarzuelas, Habaneras und Liedern. Diese Sammlungen trugen mit dazu bei, die Habanera im Europa des 19. Jahrhunderts populär zu machen, so im romantischen Stil durch José Cagigal (1813–1896) mit La Mulata plantadora, José Falco (1840–1898) mit Bajo los plátanos und Manuel Fernández Caballero mit Dos Guarachas cubanas. 1865 kehrte de Yradier ins spanische Baskenland zurück und starb dort noch im selben Jahr.
Von seinen zahlreichen Kompositionen haben einzig „La Paloma“ und „El arreglito“ nach seinem Tode Weltruhm erlangt.
Der populäre Tanz aus Havanna, nach den Worten des Komponisten „versehen mit demselben Text, den auch die Eingeborenen von Kuba sangen“, gehört zu den am meisten interpretierten und auf Tonträgern festgehaltenen Musikstücken.
In Deutschland ist es eng mit Seemannsromantik verbunden, wurde es doch von Hans Albers und Freddy Quinn mehrfach in Spielfilmen wie „Große Freiheit Nr. 7“, „Auf der Reeperbahn nachts um halb eins“ und „Freddy und der Millionär“ gesungen; dabei hat sich der von Helmut Käutner 1943 für den Film „Große Freiheit Nr. 7“ geschriebene Text durchgesetzt.
„El arreglito“ wurde von Georges Bizet für ein Volkslied gehalten, mit dem er die Arie der Carmen L’amour est un oiseau rebelle in der gleichnamigen Oper unterlegte.